# Ален Шартьє
Ален Шартьє (фр. Alain Chartier; бл. 1385 — бл.1430) — французький поет, письменник.

## Біографія

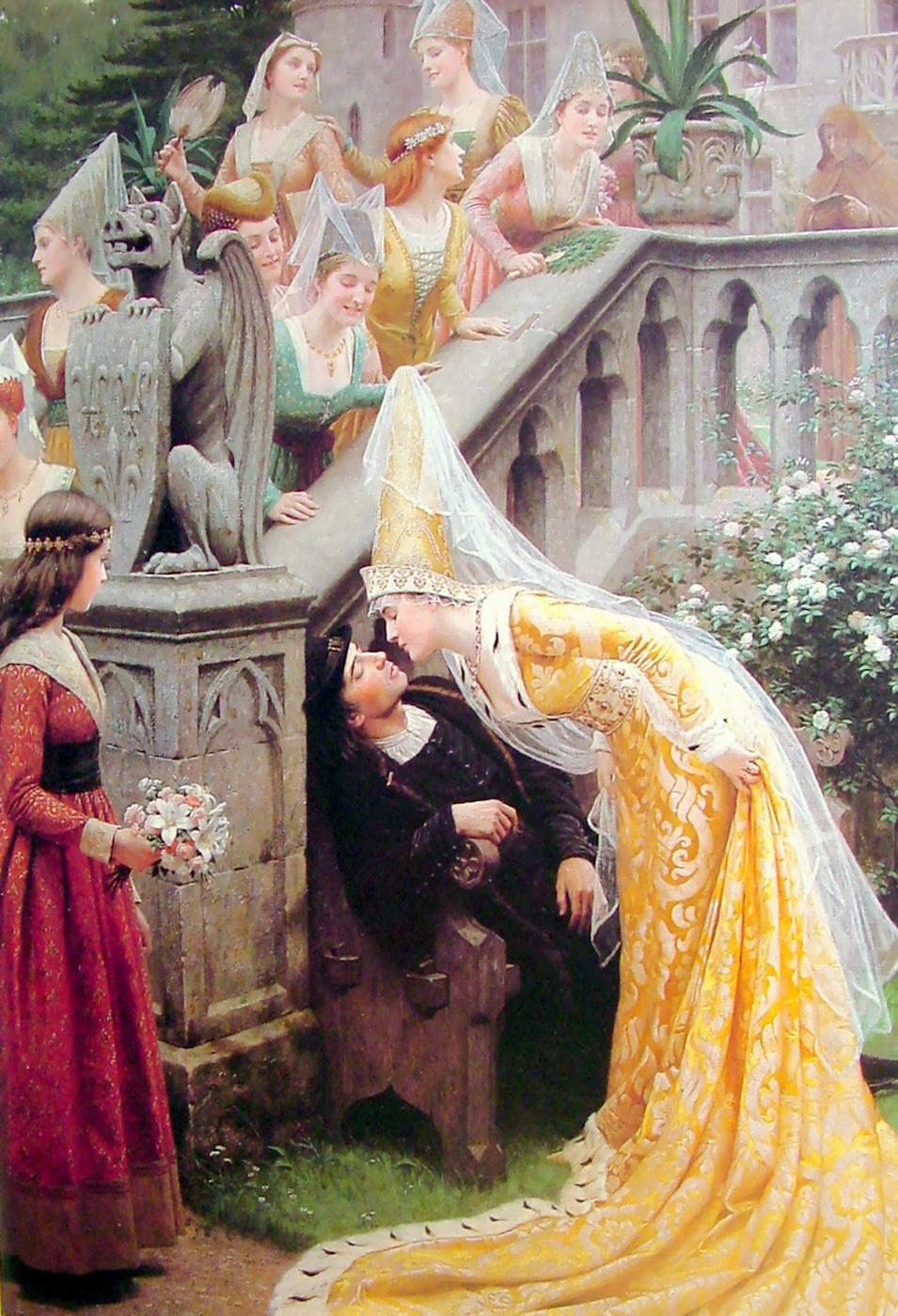
«Ален Шартьє». Картина Едмунда Лейтона, 1903

Ален Шартьє народився в місті Байо; слухав лекції в Паризькому університеті, де своїм талантом привернув до себе увагу (його брати теж добилися успіху: Гійом став єпископом Парижа, Тома — королівським нотаріусом).
Король Карл VI прийняв його на службу до дофіну. Між 1423 і 1426 роками йому давалися різні дипломатичні доручення, між іншим, до імператора Сигізмунда, при дворі якого він виголошує промову ad Hussitas. У 1427 році Шартьє був посланий королем Карлом VII в Шотландію для переговорів щодо весілля дофіна (згодом Людовика XI) з Маргаритою Шотландською. Подальші обставини його життя невідомі. У деяких дипломатичних документах він називається канцлером міста Байо. В одному з манускриптів його діалогу «Чотириголоса інвектива» він називається docteur en décrets.

## Творчість
Шартьє писав латиною і французькою, у прозовій та віршованій формі. З латинських творів Шартьє відомі:
- «Dialogus super deploratione Gallicae calamitatis»
- «De detestatione belle gallici et suasione pacis»
- «Invectiva contra ingratum amicum»
- «Ad Universitatem Parisiensem» та ін.

Йому ж приписується латинський лист про Жанну д'Арк.
Французькі твори Шартьє дійшли до нас у великій кількості манускриптів, але багато з приписуваних йому в цих рукописах творів насправді не належать Шартьє, а написані менш відомими поетами, як, наприклад, Oton de Granson, Michaut Taillevent, Baudet, Harenc та ін., на що вказував вже Клеман Маро. Це пояснюється величезною популярністю, якою користувався Шартьє протягом всього XV і на початку XVI століть. Головні праці Шартьє:
- «Чотириголоса інвектива» (Quadrilogue invectif, 1422), довгий діалог в прозі, обрамлений сновидінням, де співрозмовниками є абстрактні фігури: Франція, лицарство, народ і церква, і де провадиться думка про необхідність всім з'єднатися в ім'я спільної справи — порятунку Франції
- «Curial», послання до брата, в якому яскравими фарбами зображується життя двору, продажність і розбещеність придворних (цей твір перекладено на англійську мову Кекстоном)
- «Traité de l'espérance ou consolation des trois vertus Foy , Espérance et Charité», довгий твір в прозі і віршах, в якому обговорюються різні питання моралі, політики і філософії; Шартьє гаряче нападає на зловживання церковнослужителів і проповідує реформу моралі духовенства, між іншим, відстоює шлюби духовних осіб
- «Le livre des quatre dames», поема в 3600 віршах (написана близько 1416 р.), зміст якої полягає в тому, що 4 дами обговорюють, яка з них найнещасніша: у однієї її друг убитий в битві під Азенкуром, в іншої — узятий в полон, у третьої — пропав безвісти, у четвертої — втік з поля бою; висновок той, що найнещасніша від усіх — остання
- «La belle dame sans merci» («Безжальна красуня», 1424), поема, сюжет якої полягає в тому, що молода людина марно домагається любові дами і, не домігшись її «милості», вмирає з відчаю. Вона написана «квадратною» формою — строфами з восьми восьмискладових віршів. Поема призначалася для «Любовного двору», заснованого в 1400 році П'єром де Отвілем; однак там її сприйняли як книжку, що зачіпає честь дам. Ця поема мала найбільший успіх і викликала безліч наслідувань і полемічних творів. Поема була перекладена тоді ж на англійську і каталанську мови. Так як багато закоханих скаржилися на Шартьє, що він своєю поемою ще більш роз'ятрив серця дам, то він написав у відповідь на закиди поему «Excusation». Назву Belle dame sans merci використовував для свого вірша Джон Кітс. Так само звуть одного з персонажів циклу Лорел Ґамільтон про Аніті Блейк.
- «Le débat des deux fortunés d'amour, ou le débat du gras et da maigre»
- «Le débat de reveillematin»
- «Le lay de paixe»
- «Le bréviaire d'amour» (яка викликала наслідування Michaut Paillevent, який написав «Le Psautier des villains»), де перераховувалися чесноти і якості істинно благородної людини.

Крім того, Шартьє написав безліч рондо, балад, ле і regrets і вважається винахідником форми rondeau déclinatif. Впливу Шартьє як поета зазнали майже всі сучасні йому поети Франції. Шартьє є одним з перших французьких письменників, які прагнули надати літературну обробку своїх творів, що піклуються про красу викладу і про гармонійність фрази, він намагався розташувати свої періоди за правилами риторики, обравши своїм зразком Сенеку. Він не обмежується одним викладом фактів, але намагається дати їм пояснення; любить також цитувати древніх авторів, з яких добре знає Сенеку, Цицерона, Вергілія. Всі ці риси дозволяють бачити в Шартьє одного з попередників Відродження у Франції.